# Ron Ward (Eishockeyspieler)
Ronald Leon Ward (* 12. September 1944 in Cornwall, Ontario) ist ein ehemaliger kanadischer Eishockeyspieler und -trainer, der im Verlauf seiner aktiven Karriere zwischen 1963 und 1977 unter anderem 89 Spiele für die Toronto Maple Leafs und Vancouver Canucks in der National Hockey League sowie 372 Spiele für die New York Raiders, Vancouver Blazers, Los Angeles Sharks, Cleveland Crusaders, Minnesota Fighting Saints, Winnipeg Jets und Calgary Cowboys in der World Hockey Association auf der Position des Centers bestritten hat. Anschließend betreute er eine Spielzeit lang die Voltigeurs de Drummondville aus der Ligue de hockey junior majeur du Québec als Cheftrainer.

## Karriere
Ward verbrachte seine Juniorenzeit zwischen 1963 und 1965 in Diensten der Cornwall Colts, einem zweitklassigen Team der Ontario Hockey Association aus seiner Geburtsstadt. Nach seiner ersten Saison, die für die Mannschaft frühzeitig beendet war, erhielt der Center als Leihspieler für die Lachine Maroons und Smiths Falls Bears am Memorial Cup 1964 teilzunehmen.
Im Anschluss an die Spielzeit 1964/65 wechselte der Stürmer in den Profibereich und war dort zunächst drei Jahre für die Tulsa Oilers in der Central Professional Hockey League aktiv. Nachdem er die Saison 1967/68 als Topscorer der Liga abgeschlossen hatte, wurde er von den Vancouver Canucks aus der Western Hockey League verpflichtet. Diese setzten ihn in ihrem Farmteam, den Rochester Americans aus der American Hockey League, ein. In deren Diensten sicherte er sich im Spieljahr 1968/69 den Dudley „Red“ Garrett Memorial Award als bester Liganeuling. Dafür hatte er in 73 Saisoneinsätzen 78 Scorerpunkte erzielt. Dennoch transferierten die Canucks Ward im Mai 1969 im Tausch für Brad Selwood und René Robert zu den Toronto Maple Leafs.
Als Spieler der Maple Leafs konnte der Kanadier in der Saison 1969/70 sein Debüt in der National Hockey League feiern, allerdings konnte er sich dort nicht dauerhaft durchsetzen. So kam er abermals für die Tulsa Oilers zum Einsatz, die inzwischen in der umbenannten Central Hockey League spielten, sowie die Phoenix Roadrunners aus der Western Hockey League zu Einsätzen. Über den NHL Expansion Draft 1970 im Juni 1970 gelangte Ward zu den in die NHL aufgenommenen Vancouver Canucks zurück. Dort stand er in der Spielzeit 1970/71 abermals im Kader der Rochester Americans, ehe es ihm zur Saison 1971/72 gelang, einen Stammplatz in Vancouvers NHL-Kader zu ergattern. Mit lediglich sechs Scorerpunkten in 71 Spielen konnte der Angreifer die in ihn gesetzten Erwartungen jedoch nicht erfüllen.
Mit der Gründung der World Hockey Association zur Saison 1972/73 als Konkurrenzliga zur NHL taten sich neue Möglichkeiten für Ward auf. Nachdem er im Februar 1972 im WHA General Player Draft von den New York Raiders ausgewählt worden war, schloss er sich diesen in der Premierensaison der Liga an. Seine 88 Scorerpunkte in 77 Einsätzen bescherten ihm einen Platz im WHA Second All-Star Team. Durch ein Transfergeschäft wurde er in der Sommerpause mit Pete Donnelly an den Ligakonkurrenten Vancouver Blazers abgegeben, die im Gegenzug André Lacroix, Don Herriman und die WHA-Transferrechte an Bernie Parent nach New York abgaben. Für die Blazers absolvierte Ward lediglich sieben Spiele, da er bereits im Oktober 1973 im Tausch für George Gardner und Ralph MacSweyn zu den Los Angeles Sharks transferiert wurde. Nach 40 Spielen für Los Angeles folgte im Februar 1974 der dritte Transfer binnen eines Jahres. Für Bill Young und Ted Hodgson wechselte Ward innerhalb der Liga zu den Cleveland Crusaders, wo er für die nächsten zwei Jahre heimisch wurde.
Erst als die Crusaders nach der Saison 1975/76 den Spielbetrieb einstellen mussten und das Team umgesiedelt wurde, verließ der Mittelstürmer Cleveland. Mit dem Franchise zog er nach Saint Paul im Bundesstaat Minnesota um, wo es fortan als Minnesota Fighting Saints spielte. Nachdem das Team dort im Verlauf der Spielzeit 1976/77 den Spielbetrieb einstellen musste, wechselte Ward noch im Saisonverlauf als Free Agent zu den Winnipeg Jets. Nach 14 Einsätzen gaben ihn die Jets mit den beiden Finnen Veli-Pekka Ketola und Heikki Riihiranta im Tausch für Danny Lawson und Mike Ford an die Calgary Cowboys ab. Dort beendete der Stürmer nach weiteren neun Einsätzen nach dem Ende des Spieljahres im Alter von 32 Jahren seine aktive Karriere.
In der Folge zog sich Ward aus dem Eishockeysport zurück. Lediglich in der Saison 1983/84 betreute er die Voltigeurs de Drummondville aus der Juniorenliga Ligue de hockey junior majeur du Québec als Cheftrainer. Mit den Voltigeurs erreichte er in dieser Spielzeit die zweite Playoff-Runde, legte sein Amt im Anschluss aber nieder.

## Erfolge und Auszeichnungen
| - 1968 Topscorer der CPHL - 1968 CPHL Second All-Star Team - 1969 Dudley „Red“ Garrett Memorial Award | - 1973 Teilnahme am WHA All-Star Game - 1973 WHA Second All-Star Team |

## Karrierestatistik
(Legende zur Spielerstatistik: Sp oder GP = absolvierte Spiele; T oder G = erzielte Tore; V oder A = erzielte Assists; Pkt oder Pts = erzielte Scorerpunkte; SM oder PIM = erhaltene Strafminuten; +/− = Plus/Minus-Bilanz; PP = erzielte Überzahltore; SH = erzielte Unterzahltore; GW = erzielte Siegtore; 1 Play-downs/Relegation; Kursiv: Statistik nicht vollständig)